# Santa Cruz do Arari
Santa Cruz do Arari è un comune del Brasile nello Stato del Pará, parte della mesoregione di Marajó e della microregione di Arari.